# 25 octobre 1925
Le dimanche 25 octobre 1925 est le 298e jour de l'année 1925.

## Naissances
- Aliya Moldagulova (morte le 14 janvier 1944), combattante soviétique de la Seconde Guerre mondiale
- Charles Gottlieb (mort le 8 mai 2015), résistant français
- Fritz Edtmeier (mort le 26 novembre 1982), humoriste autrichien
- Joseph Michel (mort le 3 juin 2016), politicien belge
- Roy Hartsfield (mort le 15 janvier 2011), joueur et manager américain de baseball
- Takis, sculpteur grec

## Décès
- Dimitri Ier Qadi (né le 18 janvier 1861), religieux, évêque de l'Église grecque-catholique melkite

## Événements
- Fondation du club KS Besa Kavajë